# Нова Генерация (группа)
Нова Генерация (болг. Новое поколение) — болгарская нью-уэйв-группа, одна из самых популярных в стране в конце 80-х годов. Бессменный лидер и единственный постоянный участник — Димитр Воев. Также он композитор и автор текстов всех песен группы.

## История
Нова Генерация основана Димитром Воевым в 1987 году после распада первой болгарской постпанк-группы Кале. Имя пришло из поэмы Воева «Нова Генерация завинаги» (Новая генерация навсегда). В первый состав Генерации, кроме Воева (вокал и бас), вошли: Кристиян Костов (гитара) и Кирилл Манчев (ударные). Потом к группе присоединилась певица Алина Трингова. В этом составе записывают альбом «Вход Б», который издан лишь в 1995 году.
В 1989 на фирме грамзаписи Балкантон вышел первый альбом Новой Генерации, совместно с группой Контроль. Эта пластинка стала первой из серии альбомов Балкантона «BG Rock». В 1990 г. группа сыграла на Берлинском фестивале «Songs». Через год вышел и второй альбом группы — «Forever». В нем известные песни группы «Скорпионите танцуват сами», «Страх», «Студен живот». В 1992 г. Нова Генерация начинают записывать новый альбом со заглавием «Отвъд смъртта» (После смерти), но он не докончен при жизни Воева.
7 мая 1992 в зале «Болгария» был концерт со всеми группами Димитра Воева — Кале, Нова Генерация и Воцек и Чугра. Это был одним из последных больших концертов Новой Генерации. После смерти Воева 5 сентября 1992 группа перестала существовать.

## Дискография
- Вход Б — 1987
- BG Rock 1 (совместно с Контроль) — 1989
- Forever — 1991
- Отвъд смъртта — 1992
- Завинаги’98 — 1998